# María del Carmen Martín
María del Carmen Martín González (Madrid, 1 de septiembre de 1976) es una exjugadora española de hockey sobre hierba que disputó los Juegos Olímpicos de Sídney 2000 y de Atenas 2004.

## Biografía
Comenzó los estudios de Licenciatura en Ciencias de la Actividad Física y Deporte (I.N.E.F.) en Madrid. Realizó un curso de quiromasaje también en Madrid y en 2006 terminó de realizar el Ciclo Formativo de Grado Superior de Gestión Comercial y Marketing.

### Trayectoria

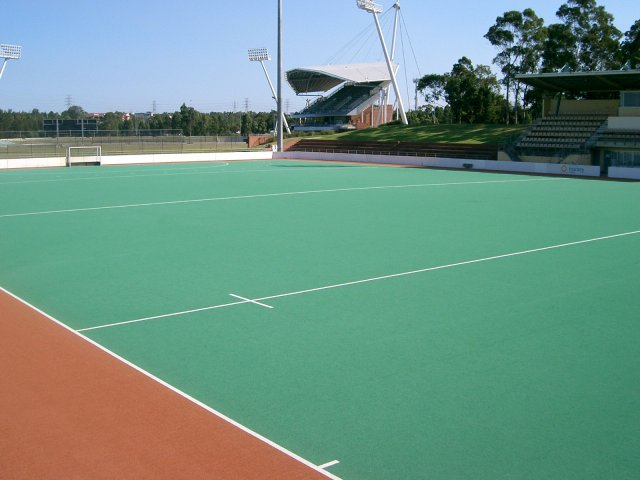
Centro de Hockey de Sídney, donde se disputaron los Juegos Olímpicos.

Participó en dos Juegos Olímpicos, en Sídney 2000 y en Atenas 2004 durante los 9 años en los que perteneció a la disciplina de la Selección de hockey sobre hierba de España. En Sídney 2000, y con Marc Lammers de entrenador, estaban encuadradas en el grupo C. Se enfrentaron a Australia, Argentina, Corea del Sur y Reino Unido, ganando un partido (Argentina), empatando dos y perdiendo el otro (Reino Unido). Tras esa fase de liga se disputó otra para luchar por las medallas, en la cual quedaron cuartas tras Países Bajos, Argentina y Australia. Con dicho resultado pasaron directamente a disputar la medalla de bronce a las neerlandesas, pero perdieron el partido por 2-0. María del Carmen disputó los ocho partidos del equipo.
En Atenas 2004 y bajo la dirección de Pablo Usoz disputaron la liga previa ante China, Argentina, Japón y Nueva Zelanda, perdiendo los cuatro encuentros y terminando últimas clasificadas. Jugó con el número 7, pero no anotó ningún gol al equipo. En el partido por el noveno puesto también perdió ante Sudáfrica por 3-4. María del Carmen disputó los cinco partidos del equipo.
También disputó con la selección el Campeonato Mundial de Hockey sobre Hierba Femenino de 2002 en Perth, y en el cual terminaron como octavas clasificadas, consiguiendo entrar en el Champions Challenge de 2003. Además jugó dos Campeonatos Europeos de Hockey sobre Hierba, en Colonia en 1999 y en Barcelona en 2003, una Champions Challenge en 2003 Catania y las Champions Trophy de 1993 y de 2001 en Amstelveen, Países Bajos.
A nivel nacional ha participado en la Liga de Hockey Hierba Femenino, en la Copa de la Reina de Hockey Hierba, en los Campeonatos de España de Hockey Sala, en la Copa de Europa y en la Recopa. En septiembre de 2000 su club, el Club de Hockey Valdeluz (SPV 51) anunció los problemas económicos que arrastraban tras romperse sus conversaciones con la Comunidad y el Ayuntamiento de Madrid. También ha obtenido la medalla de Bronce al Mérito Deportivo del Real Club de Polo de Barcelona.